# Cory Higgins
Cory Higgins (* 14. Juni 1989 in Danville, Kalifornien) ist ein US-amerikanischer Basketballspieler.

## Karriere
Higgins spielte von 2007 bis 2011 an der University of Colorado Boulder Basketball. Nachdem er in seiner ersten Saison 8,3 Punkte pro Spiel erzielen konnte, steigerte er sich noch einmal und erzielte im Durchschnitt 17,4 Punkte. Die nächsten beiden Saisonen verliefen ähnlich gut. Als er sich zum NBA-Draft 2011 anmeldete und sein letztes Collegejahr vollendete, hatte er pro Spiel 15,2 Punkte und unter anderem 4,1 Rebounds pro Spiel erzielt.
Trotz dieser Leistungen wurde er beim Draft nicht gewählt, weswegen er in die NBA Development League zu den Erie BayHawks wechselte. Für die BayHawks spielte er insgesamt fünf Spiele, in denen er 12,6 Punkte pro Spiel erzielen konnte.
Daraufhin wurde er in ein Trainingscamp der Denver Nuggets berufen. Er erzielte sieben Punkte in zwei Spielen, wurde aber von den Nuggets wieder entlassen. Zwei Tage danach wurde er allerdings ins Team der Charlotte Bobcats berufen, spielte in dieser Saison noch 38 Spiele und erzielte im Durchschnitt 3,9 Punkte. Am 9. Dezember 2012 wurde er von den Charlotte Bobcats entlassen. Im Januar 2013 bekam er wieder einen Vertrag bei den Erie BayHawks. Im Oktober 2013 unterschrieb er einen Einjahresvertrag beim russischen Triumph Ljuberzy. Dort wurde er mit einem Schnitt von 21,5 Punkte pro Spiel bester Scorer der regulären Saison 2013/14 der VTB-UL.

## Erfolge und Auszeichnungen
- MVP des Monats November 2013 in der VTB-UL